# Actiniidae
Gli Attinidi (Actiniidae Rafinesque, 1815) sono una famiglia di celenterati antozoi dell'ordine Actiniaria.

## Tassonomia
La famiglia comprende i seguenti generi:
- Actinia Linnaeus, 1767
- Actinioides Haddon & Shackleton, 1893
- Actinopsis
- Actinostella
- Anemonia Risso, 1826
- Antheopsis Simon, 1892
- Anthopleura Duchassaing de Fonbressin & Michelotti, 1860
- Anthostella Carlgren, 1938
- Asteractis Verrill, 1869
- Aulactinia Agassiz in Verrill, 1864
- Bolocera Gosse, 1860
- Boloceropsis McMurrich, 1904
- Bunodactis Verrill, 1869
- Bunodosoma Verrill, 1899
- Cladactella Verrill, 1928
- Condylactis Duchassaing de Fombressin & Michelotti, 1864
- Cribrina Hemprich & Ehrenberg, 1834
- Cribrinopsis Carlgren, 1921
- Dofleinia Wassilieff, 1908
- Entacmaea Ehrenberg, 1834
- Epiactis Verrill, 1869
- Glyphoperidium Roule, 1909
- Gyractis Boveri, 1893
- Gyrostoma Kwietniewski, 1897
- Henactis Rodríguez, 2012
- Isactinia Carlgren, 1900
- Isanemonia Carlgren, 1950
- Isantheopsis Carlgren, 1942
- Isoaulactinia Belém, Herrera & Schlenz, 1996
- Isosicyonis Carlgren, 1927
- Isotealia Carlgren, 1899
- Korsaranthus Riemann-Zürneck, 1999
- Leipsiceras Stephenson, 1918
- Macrodactyla Haddon, 1898
- Mesactinia England, 1987
- Myonanthus McMurrich, 1893
- Neocondylactis England, 1987
- Neoparacondylactis Zamponi, 1974
- Onubactis Lopez-Gonzalez, den Hartog & Garcia-Gomez, 1995
- Oulactis Milne Edwards & Haime, 1851
- Parabunodactis Carlgren, 1928
- Paracondylactis Carlgren, 1934
- Paranemonia Carlgren, 1900
- Parantheopsis McMurrich, 1904
- Paratealia Mathew & Kurian, 1979
- Phialoba Carlgren, 1951
- Phlyctenactis Stuckey, 1909
- Phlyctenanthus Carlgren, 1950
- Phyllactis Milne Edwards & Haime, 1851
- Phymactis Milne Edwards, 1857
- Phymanthea
- Pseudactinia Carlgren, 1928
- Spheractis England, 1992
- Stylobates Dall, 1903
- Synantheopsis England, 1992
- Tealianthus Carlgren, 1927
- Urticina Ehrenberg, 1834
- Urticinopsis Carlgren, 1927

### Alcune specie

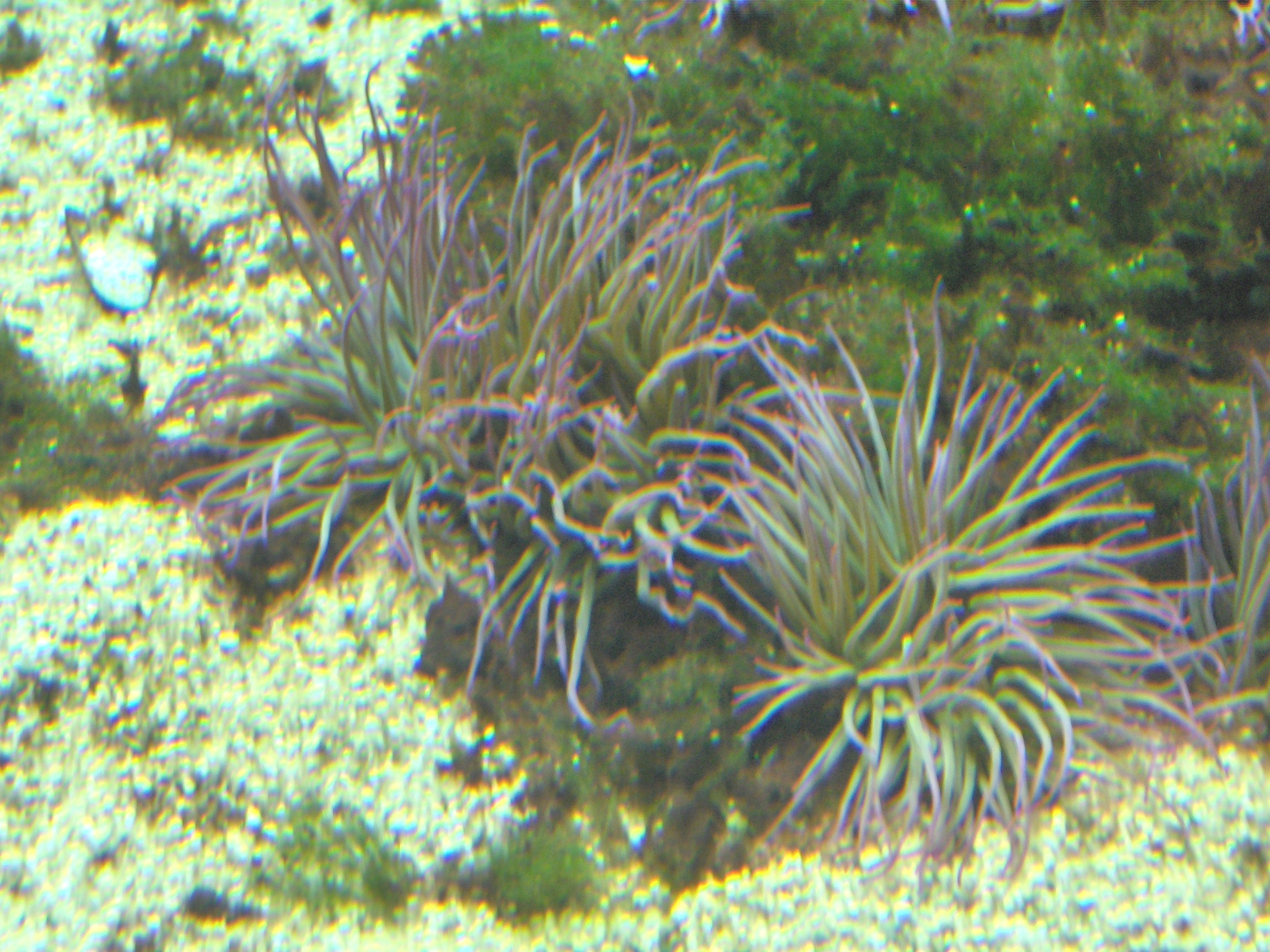
Anemonia sulcata
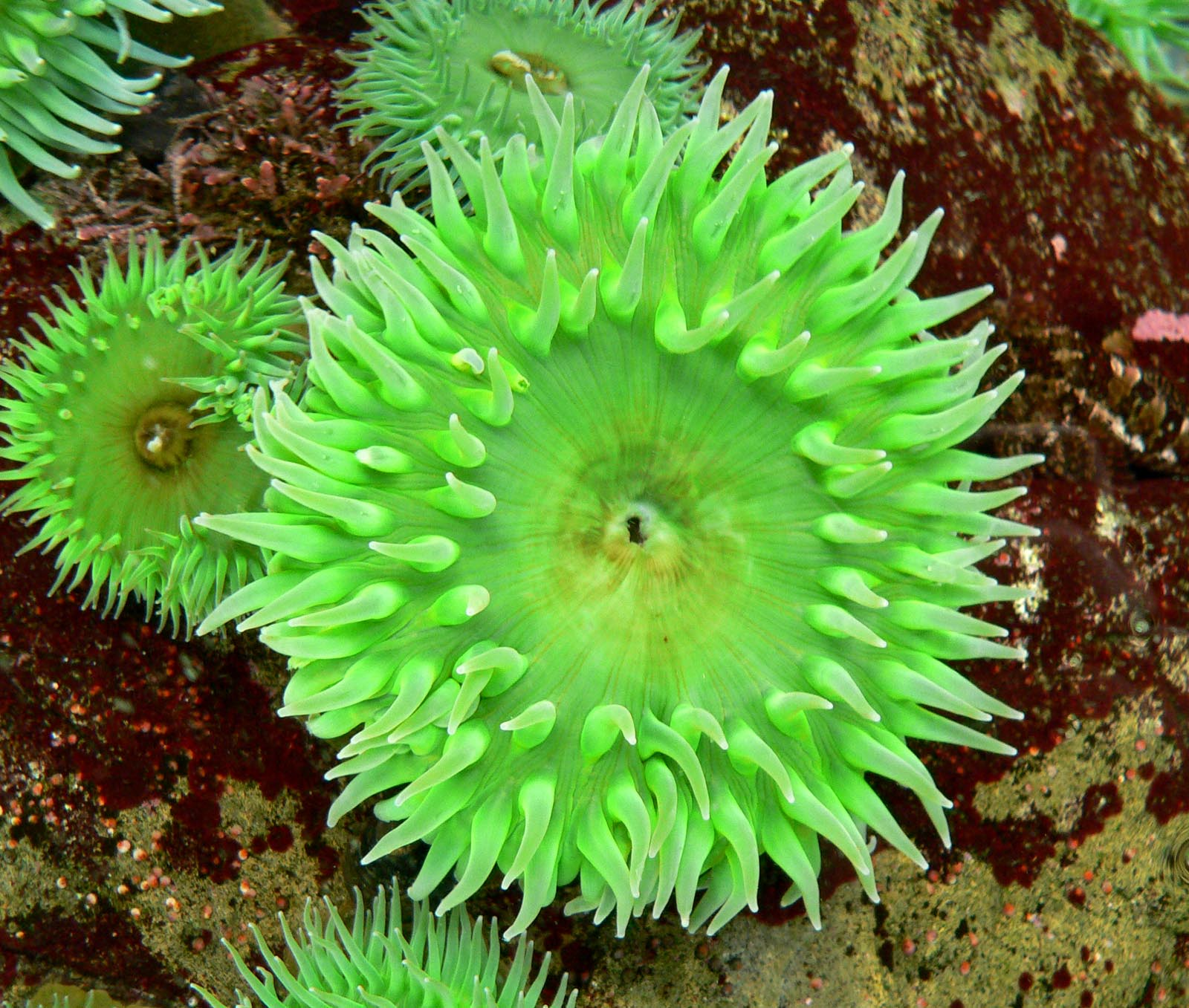
Anthopleura xanthogrammica
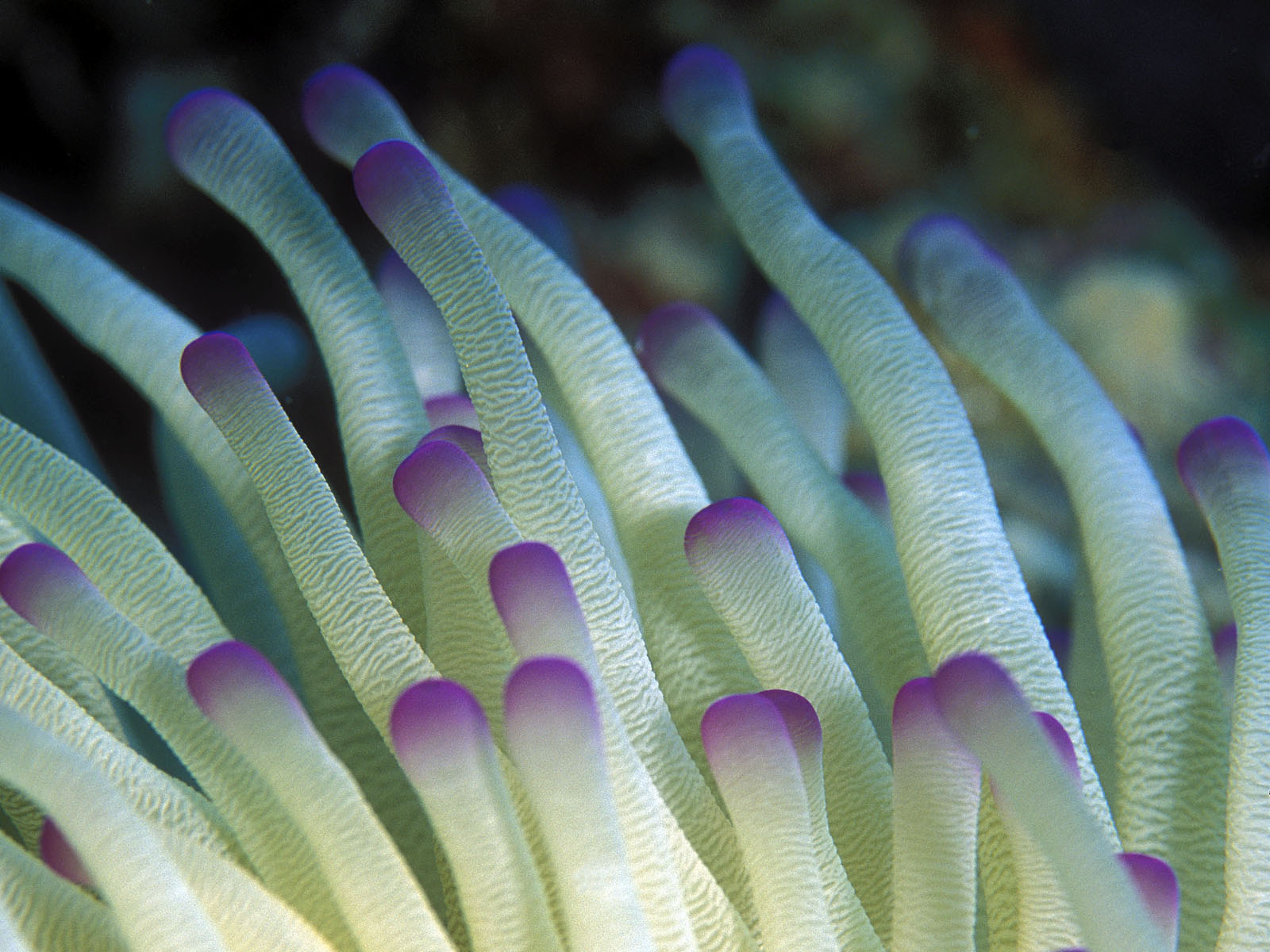
Condylactis gigantea
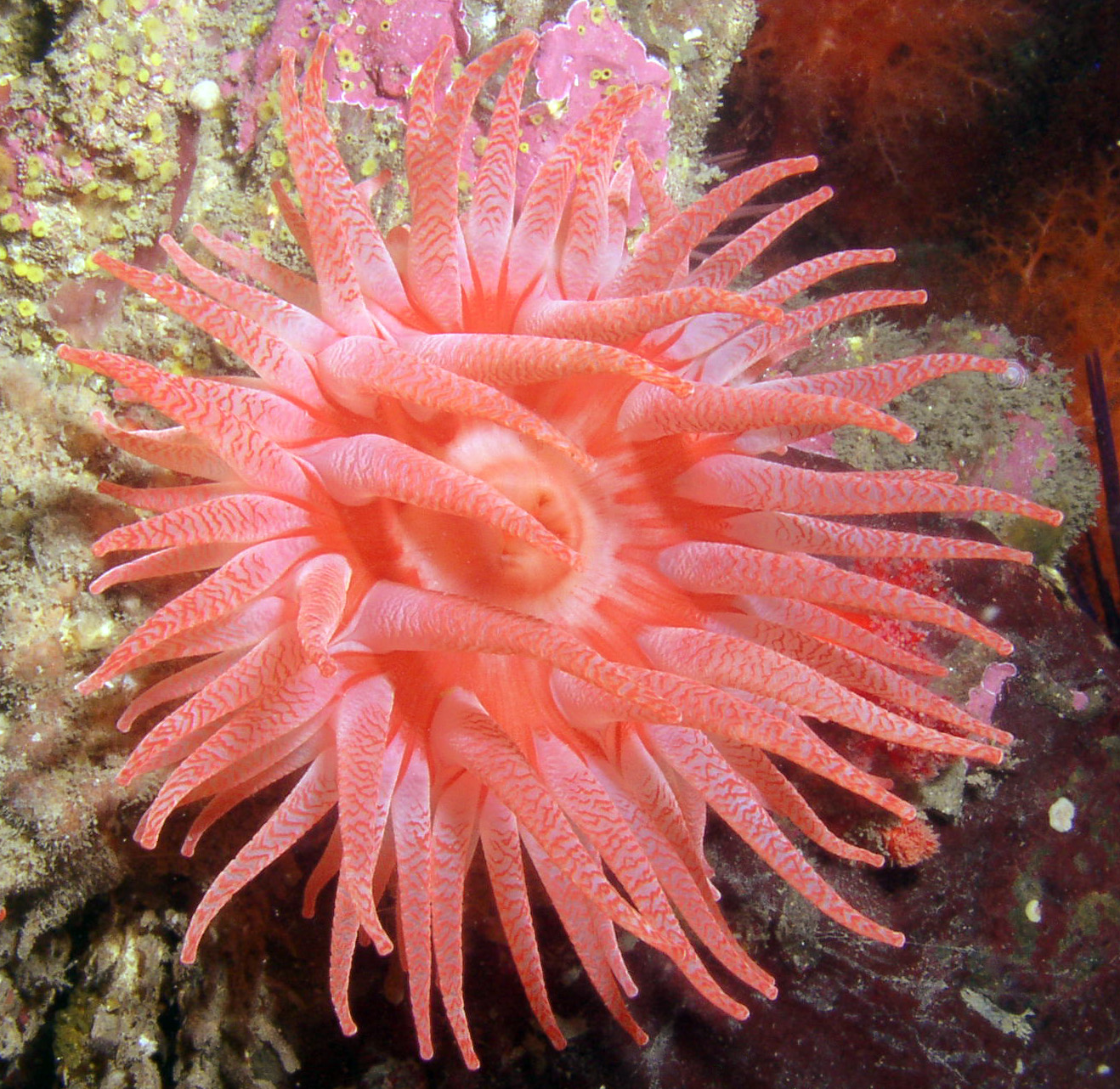
Cribrinopsis fernaldi
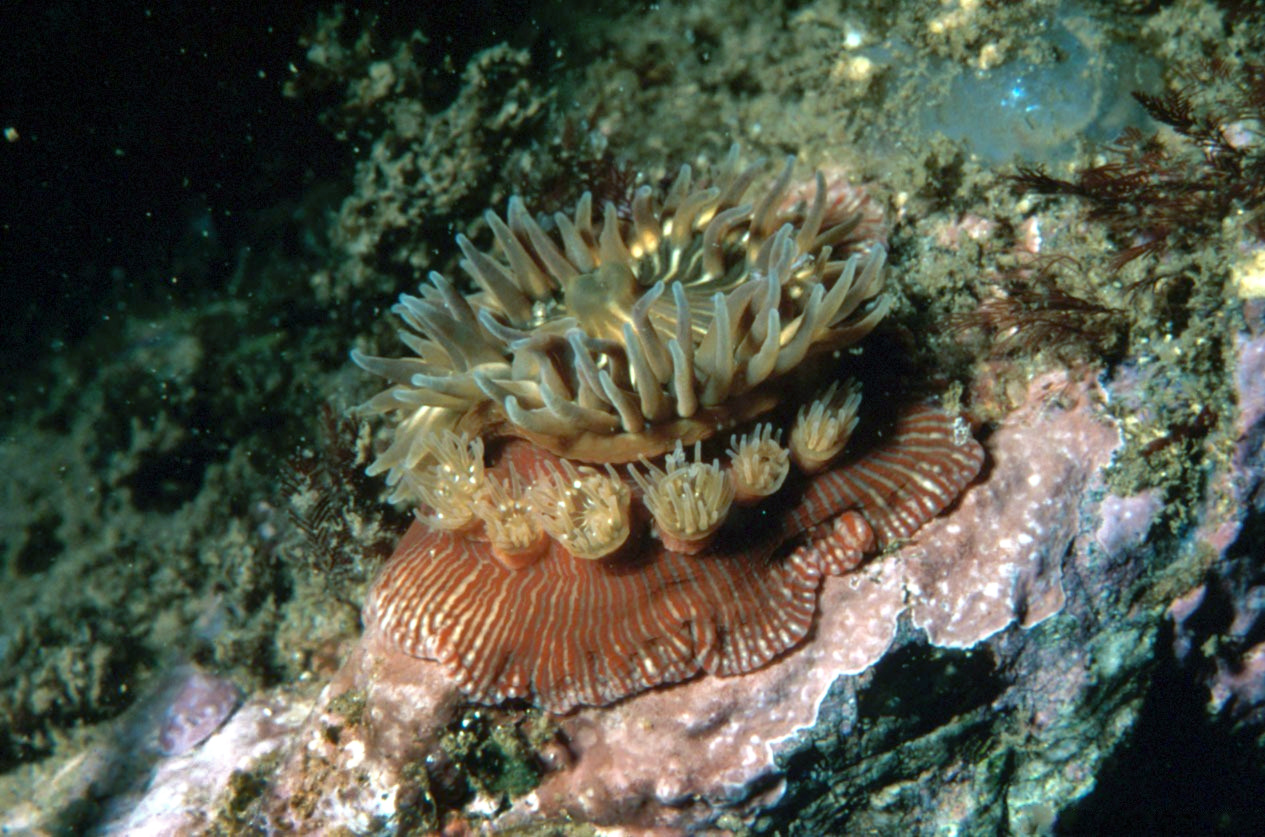
Epiactis prolifera
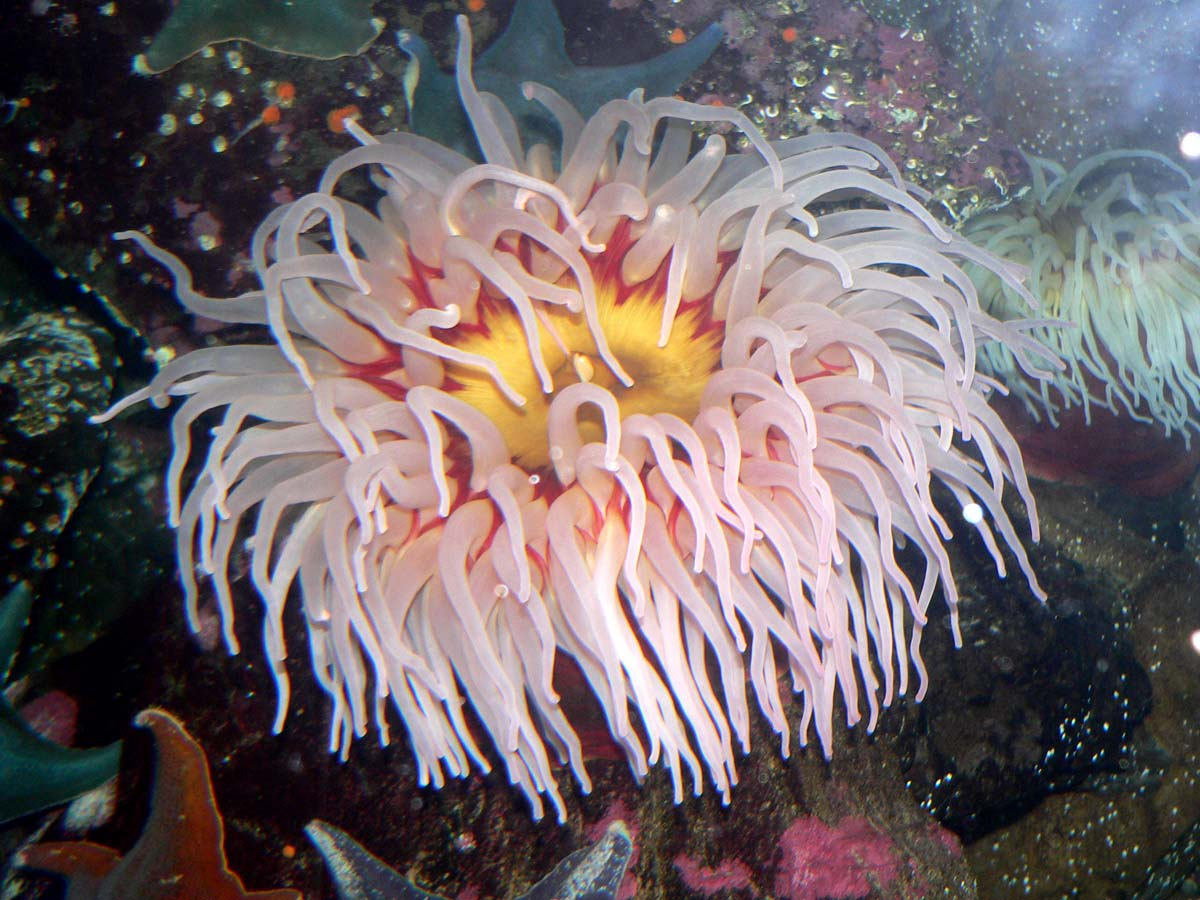
Urticina piscivora